# Шувар, Стипе
Сти́пе Шу́вар (хорв. Stipe Šuvar; 17 февраля 1936, село Загвозд, район Загора, Королевство Югославия — 29 июня 2004, Загреб, Хорватия) — югославский хорватский политический и государственный деятель, председатель Президиума ЦК Союза коммунистов Югославии (1988—1989), социолог. В отличие от большинства бывших югославских коммунистических функционеров, и после распада федерации сохранил левые марксистские взгляды и выступал против любого национализма.

## Биография

### Первые шаги в политике, журналистике и науке
Родился в бедной хорватской крестьянской семье в далматском селе Загвозд. Окончил школу в г. Имотски. Член КПЮ с 1955 года.
С 1956 по 1960 год был главным редактором «Студенческого списка» и секретарём идеологическо-политической комиссии ЦК Национальной молодежи Хорватии.
В 1961 году окончил с отличием юридический факультет Загребского университета. Работал в Аграрном институте в Загребе, одновременно изучая философию.
В 1965 году (в 29 лет) защитил докторскую диссертацию в Загребской юридической школе. С 1967 года — доцент кафедры социологии философского факультета Загребского университета. С 1974 года профессор. Преподавал социологию югославского общества (до 1990 года), социологию поселений (сельскую и городскую социологию), социологию образования, правовую социологию и демографию. Он преподавал в различных аспирантурах в Загребе, Любляне, Белграде, Сараево, Риеке, Нови-Саде и Подгорице. 12 лет преподавал также на архитектурном факультете и в аспирантуре в Загребе.
Работал редактором и главным редактором журналов «Студенческий список» (1958—1960), «Социология деревни» (1963—1965), «Наши темы» (1963—1972). Также был членом редколлегии журнала «Марксистский том» в Сараево (1970—1973) и главным редактором журнала «Социализм» в Белграде (1983—1987).
Проводил многочисленные исследования и возглавлял исследовательские группы (например, большой опрос сельских жителей в 1962—1963 годах, опрос сельского населения в 1967 году, социологические исследования с целью разработки городского плана Загреба и генерального плана Загребского района в 1968—1974 годах; проводил социологические исследования для цели строительство новых частей городов Нови-Сад и Осиек; изучал культурные потребности рабочих в Загребе в 1984—1987 годах).
В полемике с главой Матицы хорватской Шиме Джоданом в 1969 году отрицал утверждение, что Хорватия эксплуатируется остальными югославскими республиками. В ходе «хорватской весны» в 1971 году встал на сторону Владимира Бакарича и Иосипа Броз Тито, выступавших против расширения прав хорватов в федерации СФРЮ, а также необходимости проведения демократических и экономических реформ.

### В руководстве СР Хорватии
В 1972 году кооптирован в ЦК СК Хорватии и избран председателем комиссии ЦК по идейной работе и культуре.
В 1974 году стал министром культуры СР Хорватии. В течение следующих десяти лет стал инициатором и активным участником нескольких примечательных проектов: создания Музея хорватских археологических памятников в Сплите; постоянной выставки церковного искусства в Задаре; музея Мимара и музейного центра Джулио Кловио в Загребе; строительства нового здания Национальной университетской библиотеки в Загребе; восстановления памятников культуры в Дубровнике; организации 8-х Средиземноморских игр в Сплите в 1979 году; создания спортивно-оздоровительного центра «Белоласика»; проведения школьной реформы в Хорватии и СФРЮ (спорная отмена системы средних школ и введение так называемого «целенаправленного образования»). Активно боролся против антисоциалистических интеллектуалов.
В 1974—1982 годах был председателем комитета по образованию, культуре, физической и технической культуре, членом Исполнительного совета (президиума) парламента СР Хорватии.

### В руководстве югославских коммунистов
С 1982 года член Президиума ЦК СК Хорватии. На XIII съезде СКЮ в 1986 году избран членом ЦК СКЮ и членом её Президиума (вторым хорватским представителем в нём был Ивица Рачан).
Считался одним из идеологов укрепления единства страны и политики против распространения хорватского национализма; писатель Петар Шегедин называл его предводителем «политики искоренения хорватского литературного языка». Во второй половине 80-х годов, будучи членом ЦК СКЮ, со своей жёсткой позицией способствовал укреплению власти Слободана Милошевича.
Впрочем, уже через месяц после своего избрания председателем Президиума ЦК СКЮ 30 июня 1988 года пути Шувара с Милошевичем разошлись из-за так называемой «Антибюрократической революции», в ходе которой сербскому лидеру удалось сместить руководство автономных краёв Воеводина и Косово, а также Социалистической Республики Черногория, и заменить их на своих сторонников, что катализировало сепаратистские тенденции в остальных республиках. В октябре 1988 года, когда одна из перепалок Шувара и Милошевича на сессии Президиума ЦК СКЮ стала достоянием общественности, в Сербии началась кампания за смещение Шувара с его должности.
На посту председателя Президиума ЦК СКЮ продолжил жёсткую политику централизации власти и югославизма, осуждая националистические устремления как в Сербии, так и в Хорватии и прочих республиках. Вёл кампанию против «конфедерации, которая разрушит Югославию» и в поддержку меморандума Сербской академии наук и искусств, указавшего на опасность дезинтеграции страны и ущемления прав сербского народа. «Хорваты видели в нём человека, который отчаянно, без какой-либо поддержки из Загреба, пытается сохранить какую-то Югославию». При этом он считался не человеком действия, а кабинетным идеологом.
На XVII пленарной сессии ЦК СКЮ 17 октября 1988 года призвал к экономическим и политическим реформам в рамках сохранения социалистической системы, а также к борьбе с национализмом по всей стране. В январе 1989 года, накануне открытия XX пленарной сессии ЦК СКЮ, конференция коммунистов Воеводины с подачи сербского руководства потребовала отставки Шувара. Президиум СФРЮ, опасаясь повторения прецедентов со сменой руководства Воеводины и Черногории на лояльных Милошевичу, пригрозило введением чрезвычайного положения. Однако на самой сессии Шувар, ранее обещавший «назвать вещи своими именами» (то есть прямо выступить против Милошевича), существенно смягчил формулировки в своём докладе. Предложение снять Шувара с поста в марте 1989 года провалилось на голосовании Президиума ЦК СКЮ — за него высказались только 6 из 20 его членов, включая Милошевича и остальных сербских представителей. В феврале 1989 года как представитель СКЮ вёл переговоры с голодающими участниками забастовки горняков в Косово.

### В руководстве федерации
Весной 1989 года хорватский парламент избрал его членом Президиума СФРЮ, и он занял эту должность 15 мая, два дня спустя покинув Президиум ЦК партии. Однако на первых многопартийных выборах в Хорватии в апреле 1990 года победило Хорватское демократическое содружество (ХДС) Франьо Туджмана, требовавшее независимости. Из-за своей проюгославской позиции в мае 1990 года Шувар был отозван со своего поста и заменён на Стипе Месича из ХДС. Однако Шувар отказался добровольно уходить, и Месич смог прийти ему на смену только после голосования парламента Хорватии 25 августа 1990 года. В своей последней речи как члена Президиума СФРЮ  он призвал к предупреждению боевых действий и возможных этнических конфликтов в Югославии посредством нового союзного договора либо мирного разделения федерации, попросил гарантировать права этнических меньшинств в Хорватии, высказал надежды на новое возрождение местных левых в борьбе за социализм и поиронизировал, что ХДС завершило начатую сербскими националистами «антибюрократическую революцию», убрав его из политики.

### После распада Югославии
31 октября 1990 года вышел из членов СК Хорватии (носившего уже название «Союз коммунистов Хорватии — Партия демократических реформ», СКХ-ПДР), утверждая, что «даже во время выборов, и особенно после выборов, СКХ-ПДР продемонстрировал замечательную организационную неспособность, политическую несогласованность и интеллектуальную неполноценность в борьбе за свои программные цели» (партия получила 26 % голосов и 107 мест из 351 в парламенте Хорватии). По его мнению, СКХ-ПДР перестала быть не только революционной, но и вообще левой партией. Несколько дней спустя, 3 ноября, по настоянию социал-демократической фракции во главе с Ивицей Рачаном из названия партии было удалено упоминание Союза коммунистов Хорватии, положив начало Социал-демократической партии Хорватии.
После отставки вернулся к преподаванию в Загребском университете в качестве профессора сельской социологии и демографии и на время полностью ушёл из политики.
После распада Югославии продолжил выступать за социалистическую политическую доктрину и самоуправление, оставаясь последовательным приверженцем коммунистической идеологии и интернационализма. Считался человеком, которого ненавидели как хорватские, так и сербские националисты. Поддержал создание в 1994 году газеты «Хорватские левые» («Hrvatska ljevica», стал её шеф-редактором) и ежемесячника «Демократия и социальная справедливость».
В 1997 году активно участвовал в создании Социалистической рабочей партии (СРП), став её первым президентом, однако партия на выборах 2000 и 2003 годов не набирала и 1 % голосов. Незадолго до смерти в 2004 году вышел из руководства партии. Некоторые из его сторонников затем откололись от неё и создали новую Социалистическую партию Хорватии – Левая альтернатива, другие, включая полный состав редколлегии «Хорватских левых», остались в СРП.
До последних дней жизни преподавал на философском факультете Загребского университета.

## Литературная деятельность
Автор около 30 книг, серий статей, курсов лекций и исследований. Считался специалистом по политической социологии и аграрной политике.
В частности, автор книг:
- «Социологическая секция югославского общества», 1970;
- «Нация и межэтнические отношения», 1970;
- «Самоуправление и альтернативы» в пяти книгах: 1972—1982 годы;
- «Между левыми и мегаполисами», 1974;
- «Национальный и националистический», 1974 (книга также была издана на албанском языке);
- «Левое и правое», 1975;
- «Школа и фабрика», 1978;
- «Политика и культура», 1980;
- «Мир болезней, социологические эссе», 1986;
- «Все наши национализмы» 1986 (книга также опубликована на македонском языке);
- «Социализм и нация», в двух томах, 1986;
- «Время испытаний», 1987;
- «Вопросы непрерывности», 1988 год;
- «Социология деревни», в двух томах, университетский учебник, 1988 год.
- «Хорватская карусель» (вклад в социологию хорватского общества) была опубликована в 2003 году и вторая расширенная версия 2004 года (последняя книга С. Шувара).

Остались рукописи двух почти законченных и посмертно изданных книг «Трагикомичная история» и «Переходы и глобализация». Он планировал также закончить написание учебников по социологии права. Неизданные мемуары имели название «Я был раздавлен хорватами и сербами».